# Gaspar Iñíguez
Pour les articles homonymes, voir Íñiguez.
Gaspar Emanuel Iñíguez est un footballeur argentin né le 26 mars 1994 à Buenos Aires. Il évolue au poste de milieu de terrain en prêt au Club Atlético Tigre en provenance de l'Udinese.

## Carrière
- 2011-2015 : Argentinos Juniors ( Argentine)
- 2015- : Udinese ( Italie)[1],[2]